# بحيرة لونديفات
بحيرة لونديفات أو لونديفاتنت هي بحيرة تقع على الحدود بين البلديات لوند في مقاطعة روغالاند وفي فلكيفجورد في مقاطعة فيست ايجدر، في النرويج. تعتبر هي ثامن أعمق بحيرة في النرويج وتمتد 365 متر تحت مستوى سطح البحر. فضلا عن شكلها الطويل والضيق.